# Argestes mollis
Argestes mollis är en kräftdjursart som beskrevs av Georg Ossian Sars 1910. Argestes mollis ingår i släktet Argestes och familjen Argestidae. Arten är reproducerande i Sverige. Inga underarter finns listade i Catalogue of Life.